# José Antonio Álvarez Morán
José Antonio Álvarez Morán (Puebla, Puebla, México, 24 de septiembre de 1959), conocido como Antonio Álvarez o Antonio Álvarez Morán es un artista plástico. Su obra se caracteriza por mezclar elementos del catolicismo mexicano con la cultura popular, tanto de México como de Estados Unidos. Su nombre, junto al de los artistas Arturo Elizondo y Liliana Amezcua, se ha vinculado con el movimiento neo-mexicanista en la ciudad de Puebla.

## Biografía

### Inicios en la pintura
El arte, y particularmente la pintura, fueron parte del entorno de Antonio Álvarez desde temprana edad. Su tía era la pintora Rosa Álvarez; casada con el también pintor y muralista Faustino Salazar. De igual forma, su prima Teresa Morán se dedicaba a la pintura: en su taller, Antonio entró en contacto con otros pintores y con libros de historia del arte.
Aunque su madre era maestra de corte y se dedicaba a vender ropa y hacer vestidos de novia, fue gracias al uso que ella le daba al color en su oficio que Antonio aprendió la importancia de las combinaciones cromáticas.
Aunque desde muy pequeño comenzó a dibujar, a los 13 años una enfermedad lo postró en cama y fue entonces que el dibujo cobró mayor importancia. Después de que hubiera llenado varios cuadernos, su tía Rosa le regaló unos cartones corrugados, óleos y pinceles. A los 15 años expuso por primera vez en la Casa de la Cultura de Puebla.

### Ambiente católico
Aunque su visión del catolicismo no es nada ortodoxa e incluso no se considera una persona religiosa, la influencia del catolicismo ha estado presente en la vida de Álvarez Morán desde temprana edad, lo mismo que la pintura. Su familia en general ha estado ligada de manera importante con la jerarquía católica. Del lado paterno, está documentado que sus parientes, la familia Golzarri, resguardaron a monjas y clérigos durante la Cristiada, a principios del siglo XX. De igual forma, en la casa familiar estuvieron por algún tiempo los restos mortales de "El Lirio de Puebla", una monja del siglo XVI que, aunque aún no ha sido canonizada, de manera popular se le reconoce su carácter de santa.
En la adolescencia, al mismo tiempo que dejaba de asistir a misa y empezaba a escuchar rock, un aspecto particular del catolicismo atrae su atención: los llamados Niños dios. El primer encuentro del que tiene memoria sucedió en casa de sus abuelos, cuando vio una estampa del Santo Niño Cieguecito, cuya imagen sangrienta y sin ojos lo fascinó y comenzó a relacionarla en su pintura con el sadomasoquismo y el hard rock. Posteriormente seguiría investigando el tema y descubriendo las características de este culto, lo que daría origen a una serie artística.

## Obra
La obra de Antonio Álvarez Morán es reflejo de la región donde nació y creció y su mezcla con elementos de la cultura popular. La línea, como elemento constructivo, está presente en su pintura de manera invariable.
Desde los primeros años del siglo XXI, trabaja en una serie de obras que utiliza como eje central a la figura de los niños Dios o los Santos Niños, a las cuales agrega oficios o profesiones contemporáneas como el Santo Niño Licenciadito, el Santo Niño Albañil, el Santo Niño Traductor y el Santo Niño Turista.
Con este trabajo se muestra «la libertad del pueblo para suplir y satisfacer ciertas necesidades, en particular de la fe», así como la necesidad en México «de creer en algo, de jugar con esas imágenes que demuestran que a 500 años seguimos siendo un pueblo politeísta, a pesar de que nos digan que existe un solo dios y que todas las vírgenes son la misma».
Esta iconografía creada por el artista «se fue ampliando hacia una crítica cultural: tanto la cultura mexicana como la estadounidense idolatran imágenes. La cultura se mezcla y las imágenes se funden en un mundo protagonizado por la permanencia de los íconos populares».
De igual forma, las piezas realizadas en formatos diversos como pintura, dibujo, linografía, calcografía, xilografía, serigrafía, tránsfer, instalación y fotografía, permiten una «interpretación orgánica» del catolicismo, a diferencia de las propias alegorías impulsadas por la Iglesia, y representan «un reflejo de lo que ocurre en el imaginario popular del país».
En 2010 el artista inició otra serie con contenido católico: las «monjas coronadas», reinterpretaciones de retratos de monjas reales novohispanas cuyos elementos obedecen a la orden y estilo de vida que éstas llevaban en vida.

### "Alvarezado"
El "alvarezado" es la técnica pictórica mixta creada y bautizada por el propio Antonio Álvarez en 1997 la cual combina el collage, la encáustica y el óleo para dar. Consiste en realizar un collage sobre el soporte, que puede ser papel, lienzo o madera, para luego aplicar una capa incolora de encáustica. En su página, el artista explica que "Una vez que esta ha secado parcialmente se procede a la aplicación de pintura al óleo, de manera que esta se integre a la cera, escondiendo prácticamente las imágenes del collage. Por medio del uso de una punta caliente se procede a, por medio del esgrafiado, descubrir algunos de los elementos incorporados, en un principio en el collage. Posteriores marcas de óleo refuerzan y unifican la imagen final".
Con esta técnica ha creado obras sobre las temáticas de Santos Niños y Cholula Sonidera, en las que establece una comparación entre la arquitectura religiosa mexicana y el diseño gráfico popular.

### Series y proyectos

#### Farándula cubista
La influencia de la cultura popular así como la fascinación de Antonio Álvarez por la obra de Pablo Picasso y por la vedette Lyn May dio como resultado el libro y la exposición Farándula cubista. La producción de este proyecto estuvo apoyada por el Consejo Nacional para la Cultura y las Artes de México (Conaculta).
“Desde que era jovencito Antonio se interesó por la pintura de Picasso, así que con gran curiosidad dibujó, a su manera, a Las señoritas de Aviñón”. Dos de estos dibujos son Señoritas de Aviñón, hecho con lápiz sobre papel, y Les demoiselles D’Avigon sacan la lengua, trabajo hecho con tinta sobre papel, ambos que datan de 1977. Para 2007, Álvarez da vida a Las señoritas de salón, una obra con óleo y mica sobre tela de más de dos metros de lado donde se observan “cinco luminarias de la farándula mexicana: Amira Cruzat, Olga Breeskin, la Princesa Lea y Rosella, encabezadas por Lyn May” logrando así tropicalizar la obra del artistas español a cien años exactos de la original. En total, el proyecto plástico incluye siete cuadros de gran formato inspirados en los desnudos femeninos de tamaño natural que Pablo Picasso realizó en la época de Las señoritas de Avignon y a los que Álvarez superpuso imágenes de cabareteras mexicanas de las décadas de 1960 y 1970, dando como resultado piezas como Lyn May con pañería (2006) inspirada en Desnudo con pañería; y Tres vedettes (2006) que se basa en Tres mujeres y donde retrata a Gina Romand, Norma Lee y Yoko.
Otros personajes de la cultura popular que aparecen en el libro y/o el proyecto plástico de Farándula cubista son el cómico poblano Gaspar Henaine, apodado “Capulina” -en el óleo sobre tela de 1993 La estrella- así como las vedettes Sasha Montenegro, Tongolele, Mina Monelli y Mora Escudero. Finalmente, Lyn May también es parte de El amor por la pintura, una fotonovela intervenida que se incluye en el libro y que se editó de manera individual. En ésta el artista insertó su rostro y diálogos sobre una fotonovela previamente publicada donde la protagonista era la mencionada vedette.
En 2017, tres obras de esta serie fueron incluidas en la exposición Picasso, la estela infinita presentada en la Galería de Arte del Palacio Municipal de la ciudad de Puebla. Chiquito pero Picasso, Rossy Mendoza joven delante de un espejo y Busto de Lyn May desnuda dialogaron con obras de otros nueve artistas contemporáneos españoles y con grabados del artista Pablo Picasso.

##### Engaño Colorido
Con este proyecto, Álvarez Morán retoma el género pictórico del retrato de monjas, en apogeo en las colonias españolas de América durante el siglo XVIII, y lo lleva al siglo XXI. Iniciado en 2010, el artista propone varios proyectos o series específicas que van desde óleos, dibujos y ensamblajes (collage tridimensional) de monjas coronadas o de situaciones místicas vinculadas con algunas religiosas latinoamericanas, hasta piezas performáticas y en video como la serie Los Misterios de las Monjas Vampiros. 
Además del estilo contemporáneo que imprime a las obras plásticas, en algunas de ellas mezcla elementos o figuras de la cultura popular, como en las pinturas Retrato de Sor Patti Smith (2011), protagonizado por la cantante y poeta estadounidense Patti Smith, o en Retrato de la venerable hermana Amy Winehouse (2014), donde la cantante británica es retratada como una religiosa después de su muerte. 
A partir de todas estas técnicas y series, Álvarez Morán propone la desterritorialización del género pictórico del retrato de monjas y desplazarlo al contexto del lenguaje pictórico actual, pasando del ámbito sagrado, dónde se origina el género, al profano, reactivándolo y desacralizándolo.

##### Los misterios de las Monjas Vampiros
Surgido en 2016 como parte de Engaño Colorido, este proyecto en video estaba pensado en un inicio para desarrollarse en 10 partes o "misterios", aunque al darse cuenta de la magnitud del trabajo, el artista cambió de idea y en algún momento pensó reducirlo a 5 o 3 cortometrajes nada más. La idea central del proyecto es generar narrativas independientes pero todas basadas en el concepto de las monjas vampiras, y tomando elementos del cine de terror de la Época de Oro del cine mexicano.
La primera parte, de 18 minutos de duración, llevó por título Primer misterio: Las monjas vampiras contra el hijo de Benito Juárez y fue estrenada el 19 de julio de 2017 en el marco de la edición número 13 de la Conferencia Bianal de la Asociación Gótica Internacional (13th Biennial Conference of the International Gothic Association, IGA). Además de la proyección dentro de la exposición Ver para creer, el cortometraje fue parte de la selección oficial del festival de cine de terror y fantástico Mórbido a finales de 2017.
A nivel estilístico, esta primera parte posee un ambiente surrealista que funciona el estilo de Buñuel con elementos paródicos y estereotípicos del periodo gótico del siglo XII, la mujer vampiro y las películas de serie B. No obstante, aunque recuerda a dichos géneros, las relaciones intertextuales son abstractas. El concepto para las series proviene más de un lugar primordial emanado de la esencia de Antonio Álvarez Morán.

### Performances
A través de su trabajo con la figura de la monja, Antonio Álvarez ha incusionado en el performance y en la exploración de alter ego de distintas formas. Uno de estos ejercicios que se repiten con mayor frecuencia tienen que ver con él usando hábito de monja, lo cual empezó como un juego cuando asistió a un concierto en la catedral de Puebla vestido de esta forma. Ha repetido el uso de hábito para ocasiones puntuales relacionadas con sus exposiciones, como el “Partido de madres”, que formó parte de una clausura; una venta de dulces típicos en la Galería de Arte del Palacio Municipal de Puebla; o las publicaciones que desde 2012 hace en la red social Facebook de "La Monja del Mes" o el Club de Monjas cocineras. También portó los hábitos para un cameo que realizó en la primera parte de su proyecto en video Los misterios de las Monjas Vampiras.
En esta misma línea de performance y personaje alterno se puede inscribir el supuesto plan de boda - y posterior cancelación - con la vedette Lyn May, con la que en realidad tiene una relación profesional y de amistad desde hace más de una década y que incluye una colaboración para realizar una fotonovela del proyecto de Álvarez Morán Farándula cubista, y la presentación de performances de parte de Lyn May en algunas de las exposiciones del poblano.

## Exposiciones y colecciones
Su primera exposición individual tuvo lugar en la Casa de la Cultura de la ciudad de Puebla en 1975 a la edad de 15 años; hasta la segunda década del siglo XXI contaba con casi un centenar de muestras colectivas y 50 individuales, tanto en México como Estados Unidos, Italia, Alemania, España, Japón y Austria. 
Su obra puede ser vista en la Colección de Arte UDLAP, además de en el restaurante El Mural de los Poblanos: Mural de los dichos mexicanos (2010) y El mural del 5 de mayo (2012).
Algunas de las principales exposiciones en las que ha participado son:

### Individuales
- Engaño colorido. Retrato contemporáneo de monjas. A principios de 2018, el Centro Cultural Santo Domingo, de la ciudad de Oaxaca, exhibió pinturas, dibujos y ensamblajes de la serie Engaño colorido.[11][39]
- Ver para creer. Durante el verano de 2019, Antonio Álvarez fue el objeto de una exposición antológica titulada Ver para creer, organizada en Capilla del Arte, en Puebla, y curada por Erik Castillo. La muestra conjuntaba 113 obras, creadas entre 1966 y 2019, las cuales daban cuenta de las diversas técnicas y soportes usadas por el artista como pintura al óleo, dibujo al lápiz y con tinta, ensamblaje, arte-objeto, talavera y video. Al finalizar su periodo de exhibición, en septiembre de ese mismo año, se presentó el catálogo, realizado por la editorial de la UDLAP.[40][41][42]

### Colectivas
- Picasso, la estela infinita. A finales de 2017, tres obras de su serie Farándula cubista fueron incluidas en esta exposición que tuvo como sede la Galería de Arte del Palacio Municipal de Puebla. Se trataba de una muestra que ponía en diálogo obra contemporánea con la serie de grabados de Tauromaquia de Pablo Picasso. De los 10 artistas contemporáneos seleccionados, el único mexicano fue Álvarez Morán, mientras que el resto eran españoles. Los cuadros que fueron parte de esta exposición fueron Chiquito pero Picasso, Rossy Mendoza joven delante de un espejo y Busto de Lyn May desnuda.[23][24][43]
- Intersección Cuatro. En 2013, Capilla del Arte presentó esta exposición que reunía a los cuatro profesores de Artes de la UDLAP. La parte dedicada a Álvarez Morán incluía ensamblajes, pinturas, dibujos y grabados, todos alrededor del tema de las monjas.[44] En el "mapa imposible: obsesivo e inabarcable, reverencial y profano", la figura de la religiosa, "históricamente recluida y silenciada en el convento, se hace descaradamente actual en estas imágenes y collages no tanto para constatar lo que fue como para retar nuestros prejuicios presentes".[45]